# China National Offshore Oil
China National Offshore Oil Corporation; kurz CNOOC (chinesisch 中國海洋石油總公司 / 中国海洋石油总公司, Pinyin Zhōngguó hǎiyáng shíyóu zónggōngsī; kurz 中國海油 / 中国海油,  Zhōngguó hǎiyóu oder 中海油 / 中海油,  Zhōnghǎiyóu) ist nach CNPC und Sinopec der drittgrößte Mineralölkonzern der Volksrepublik China. Er agiert vor allem in Afrika, im Iran und neuerdings auch in Europa und Nordamerika.
Das zu 70 Prozent der Volksrepublik gehörende Unternehmen ist an der Hong Kong Stock Exchange (SEHK 883) und an der New York Stock Exchange (NYSE CEO) notiert.
Das registrierte Kapital beläuft sich auf 94,9 Milliarden Yuan, umgerechnet etwa 13,9 Milliarden US-Dollar.

## Geschichte

### Übernahme der Awilco
Um den Bedarf an effektiverer Fördertechnik zu befriedigen, hatte Ende Juli 2008 die China Oilfield Services (COSL), ein Tochterunternehmen der CNOOC, dem norwegischen Öl- und Gasförderer Awilco Offshore umgerechnet 2,4 Milliarden Euro für die Übernahme angeboten. COSL war vor allem an der Tiefseebohrtechnik der Norweger interessiert. Während CNOOC bisher nur 500 Meter tief bohren konnte, erreichte Awilco bereits 760 Meter. Awilco besitzt sieben Bohrplattformen und drei Spezialschiffe. Durch die Übernahme kann COSL somit die Anzahl seiner Plattformen auf 22 erhöhen und den weltweit achten Rang der Branche einnehmen.
Trotz der Finanzkrise ab 2007 bot COSL den Aktionären der Awilco einen neunzehnprozentigen Aufschlag auf den Aktienwert von Anfang Juli an. Auch im August, dem Höhepunkt der Krise, wurde das Angebot beibehalten. Schließlich wurde es Ende August 2008 von der Konzernleitung der Awilco und der Mehrheit der Aktionäre akzeptiert. Die chinesische Planungs- und Entwicklungskommission hatte bereits am 28. Juli zugestimmt. Nach den Angaben von Zhong Hua, dem Vizepräsidenten der COSL, ist es das Ziel, bis 2020 ein Globales Unternehmen in der Erdölindustrie zu werden. Die Übernahme der Awilco solle den Anfang dazu bilden.

### Gescheiterte Übernahme der Unocal
Um das achtgrößte US-amerikanische Ölunternehmen Unocal zu kaufen, hatte der CNOOC-Präsident Fu Chengyu 18 Milliarden US-Dollar geboten; das waren zwei Milliarden mehr als das zweithöchste Gebot von Chevron. Bis dahin war es das höchste Einzelangebot der Volksrepublik China für ein ausländisches Unternehmen.
Da das Geld von der chinesischen Regierung komme und damit der Einfluss Chinas in den USA zu groß werden könne, sprachen sich das Kabinett George W. Bushs und eine Gruppe von Demokraten und Republikanern im Kongress der USA gegen das Geschäft aus. Der Preis sei kein Marktpreis, sondern allein politisch kalkuliert. Durch das Geschäft könne wichtige Tiefseebohrungstechnologie in chinesischen Besitz geraten, befürchteten sie. Schließlich kündigte der Kongress an, das Angebot zu untersuchen. Der Kauf hätte sich damit um Jahre verzögert, worauf die chinesische Regierung Fu davon zu überzeugen versuchte, das Kaufangebot zurückzuziehen. Unocal wurde letztendlich am 4. April 2005 an den Zweitbietenden, Chevron, verkauft. Über Umwege konnte sich CNOOC dennoch in ein US-amerikanisches Unternehmen einkaufen – Awilco hält heute 50 Prozent an der Premium Drilling.

## Geplante Übernahme von Nexen
Am 23. Juli 2012 gab CNOOC die geplante Übernahme des kanadischen Unternehmens Nexen für 15 Milliarden US-Dollar bekannt, die bis zum Ende des 4. Quartals 2012 erfolgen soll. Die Übernahme muss allerdings von den Behörden in China, Kanada und den USA genehmigt werden. Der Kaufpreis hat somit einen Wertaufschlag von 61 % zum letzten Börsenkurs. Insgesamt beläuft sich der Übernahmepreis, unter Einbeziehung der Schulden, auf 18,2 Milliarden Dollar.
Bereits 2011 hatte CNOOC das kanadische Unternehmen OPTI Canada geschluckt, das zusammen mit Nexen das Ölsandbitumen-Förderprojekt Long Lake in Alberta betrieb.

## Ölpreisverfall 2014–2016
Als erstes großes Ölförderunternehmen kürzte CNOOC unter dem Eindruck des anhaltenden Ölpreisverfalls im Januar 2015 seine Fördermenge.

## Vorfälle
Bei der Ölkatastrophe in der Bohaisee 2011 wurde laut chinesischer Behörden eine Fläche verschmutzt, die in etwa der Hälfte der Fläche Schleswig-Holsteins entspricht.

## Konzernstruktur
| - CNOOC Ltd. - CONNC Base Group - CNOOC Gas & Power | - China BlueChemical Ltd. - CNOOC Trust & Investment - China Oilfield Services | - CNOOC Oil & Gas - CNOOC Engineering - CNOOC Chemical Construction | - CNOOC Refine & Petrochemical - CNOOC Chemical Supply & Sales |